# 普雷斯堡和约

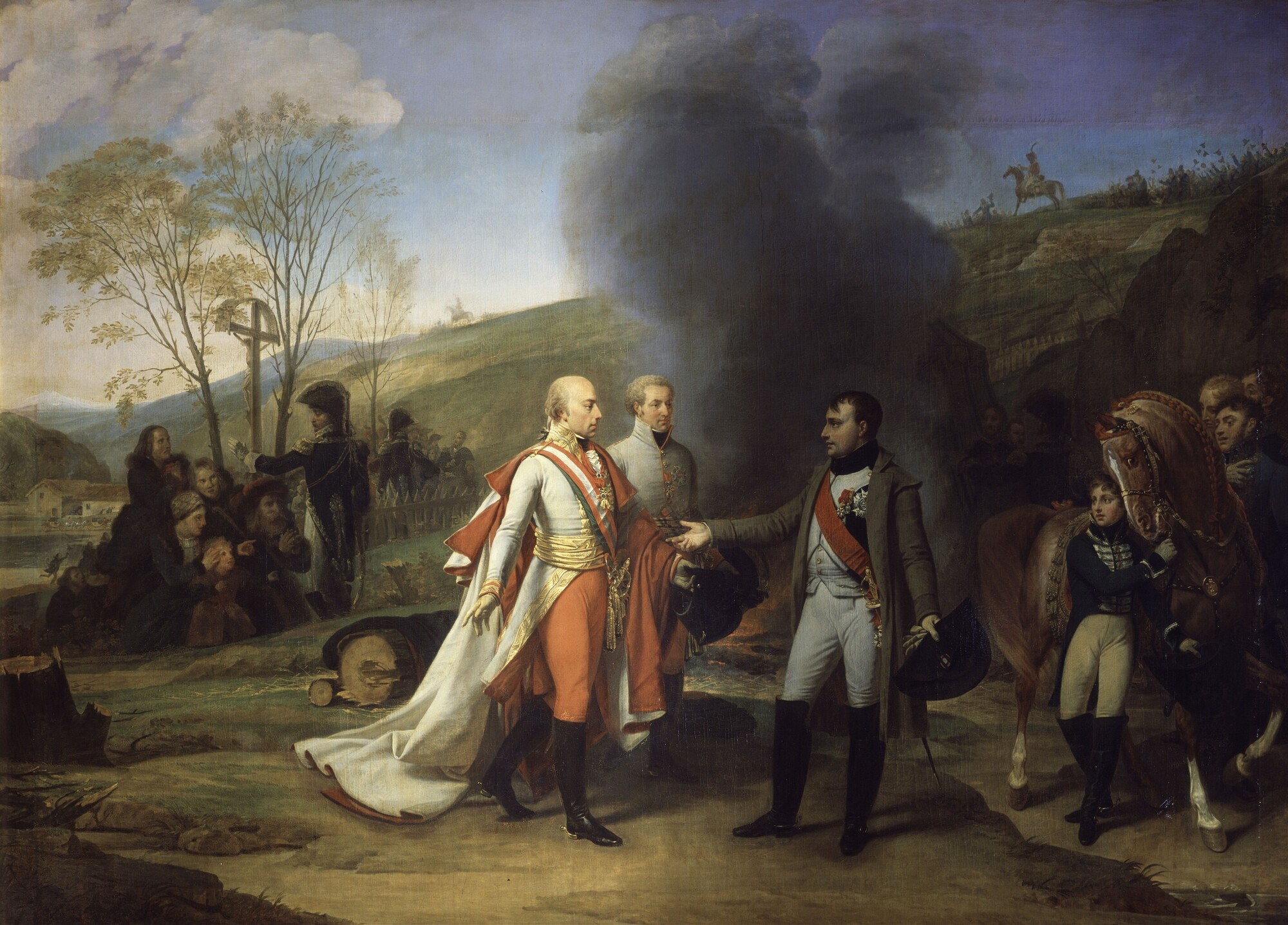
弗朗茨、約翰·約瑟夫以及拿破崙（從左到右）

普雷斯堡和约（德語：Friede von Pressburg）是弗朗茨一世的奥地利帝国与拿破仑·波拿巴的法兰西帝国在奥斯特里茨战役后在普雷斯堡（今布拉迪斯拉發）达成的和议，它结束了第三次反法同盟战争。拿破仑称帝一年后，于1805年12月2日在奥斯特里茨战役中击败了俄國、英国和奥地利的联军，四國於12月6日簽署了停戰協定。俄罗斯无法从它的内地及时调遣增援军，因而退出战场，但是没有和法国签署和约。彻底被摧垮的奥地利同年12月26日在普雷斯堡与法国签署和约。
奥地利方面签署和约的是列支敦士登大公约翰·约瑟夫一世和匈牙利王國的伊格纳兹·吉尤莱伯爵，法国方面签署和约的是法國外长夏尔·莫里斯·德塔列朗-佩里戈尔。次日拿破仑在美泉宫批准了该和约。

## 和约条件

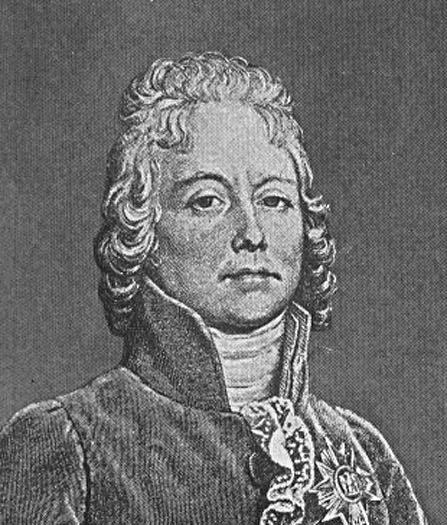
签署普雷斯堡和约的法国外长夏尔·莫里斯·德塔列朗-佩里戈尔

- 領土變更：奥地利必须把蒂罗尔和福拉尔贝格两伯爵领地割让给巴伐利亚选帝侯、把布赖施高割让给巴登。其它前奥地利的地域被巴登和符腾堡瓜分。1797年通过坎波福米歐條約被纳入奥地利版图的威尼托、伊斯特拉半島、達爾馬提亞、科托爾被划给拿破仑的意大利王国。原来的帝国自由城市奥格斯堡和帕绍主教领地的东北部被并入巴伐利亚。1803年被世俗化的大主教领地萨尔茨堡以及贝希特斯加登则作为补偿被并入奥地利。
- 地位認可：弗朗茨二世必须承认拿破仑的皇帝地位以及巴伐利亚和符騰堡被提升为王国，他必须承认这两个王国以及巴登选帝侯的主权。此外他必须赞同一个拿破仑计划组织由德国诸侯国组成的联盟（即后来的萊茵邦聯）。
- 解散組織：條頓騎士團和馬耳他騎士團被世俗化或解散（這兩個騎士團並未包括在1803年的帝國代表會議（Reichsdeputationshauptschluss）中被世俗化），他們的領地和收入被用來補償失去土地的哈布斯堡家族成員。

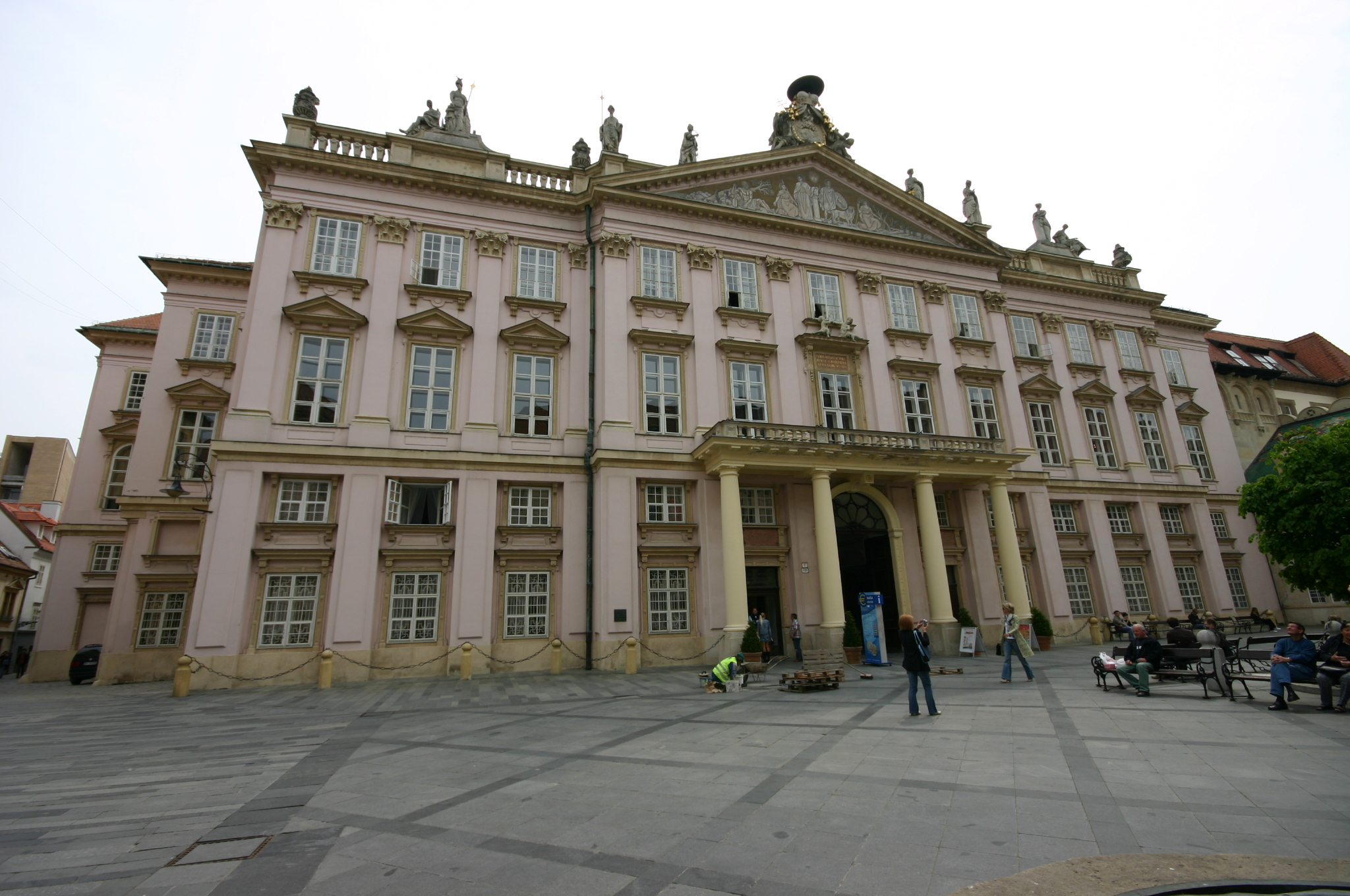
大主教宫，今市政府所在地，是普雷斯堡和约的签署地

## 影响
普雷斯堡和约结束了奥地利的一场巨大失败。由於和约的規定，奧地利失去了六分之一（2400萬中的400萬）的臣民和七分之一的國家收入。普雷斯堡和約標誌著奧地利最慘痛的失敗之一。次年以拿破崙為護國公的萊茵邦聯建立，哈布斯堡的德意志附庸纷纷归附法国。弗朗茨二世从神圣罗马帝国皇帝的位置上退位，存續千年的神圣罗马帝国由此结束。
把蒂罗尔割给巴伐利亚在当地导致了安德烈亞斯·霍費爾領導下的農民起義，因为奥地利皇帝向当地农民授予了相当大的自主权，尤其是免除了他们的兵役，巴伐利亚国王马克西米利安一世不肯再授予农民这个特权，因此导致了起义。
大多数和议条款，尤其那些关于蒂罗尔和亚琴海岸意大利地区的条款，后来在1815年的维也纳会议上被作废，但是萨尔茨堡依然归奥地利所有，前奥地利的那些划给符騰堡和巴登的地方也依然归这些领土。